# Lorenza Guerrieri
Lorenza Guerrieri (née à Rome le 18 avril 1944) est une actrice italienne. 

## Biographie
Née à Rome, Lorenza Guerrieri a fait ses débuts au cinéma au milieu des années 1960 dans Le sedicenni, puis est apparue dans des films de  genre, principalement dans des rôles secondaires. En 1975 elle devient populaire avec la série télévisée Michel Strogoff, dans laquelle elle joue le rôle de Nadia Fedor puis poursuit sa carrière à la télévision  dans  des œuvres de Garinei & Giovannini, Alberto Lionello et Maurizio Scaparro .
En 1995, Lorenza Guerrieri a fait la une des journaux lorsque de la cocaïne a été trouvée dans sa voiture lors d'un contrôle de police.

## Filmographie partielle

### Cinéma
- 1965 : Le sedicenni de Luigi Petrini
- 1967 : Tue et fais ta prière (Requiescant) de Carlo Lizzani
- 1968 : La Révolution sexuelle (La rivoluzione sessuale) de Riccardo Ghione
- 1970 : Lettera aperta a un giornale della sera de Francesco Maselli : Lorenza
- 1970 : Rosolino Paternò, soldato... de Nanni Loy
- 1972 : La Vieille Fille de Jean-Pierre Blanc
- 1973 : Les Anges pervers (Il sesso della strega) d'Angelo Pannacciò : Lucy
- 1975 : Plus moche que Frankenstein tu meurs (Frankenstein all'italiana) d'Armando Crispino

### Télévision
- Michel Strogoff, mini-série TV réalisée par Jean-Pierre Decourt et diffusée du 23 décembre 1975 à janvier 1976 sur TF1.
- Les Destins du cœur (Incantesimo), série télévisée italienne à succès en 587 épisodes de 55 minutes, réalisée par Alessandro Cane (it) et Tomaso Sherman et diffusée entre le 8 juin 1998 et 2008 sur Rai Uno et sur Rai Due.